# San Cesario sul Panaro
San Cesario sul Panaro é uma comuna italiana da região da Emília-Romanha, província de Modena, com cerca de 5.294 habitantes. Estende-se por uma área de 27 km², tendo uma densidade populacional de 196 hab/km². Faz fronteira com Bazzano (BO), Castelfranco Emilia, Modena, Savignano sul Panaro, Spilamberto.

## Demografia
| Variação demográfica do município entre 1861 e 2011                               |
|                                                                                   |
| Fonte: Istituto Nazionale di Statistica (ISTAT) - Elaboração gráfica da Wikipedia |